# Zadruga (movimento)
Zadruga, movimento nazionalista neopagana polacca, di natura anticlericale, fondata nel 1935 da Jan Stachniuk.
Zadruga fu il più grande e al tempo stesso il più debole dei movimenti neopagani esistenti nel periodo tra le due guerre. L'organizzazione pubblicò il bollettino "Zadruga" negli anni 1937-1939; i suoi principali esponenti furono Jan Stachniuk e Antoni Wacyk.
Dopo la seconda guerra mondiale, l'organizzazione fu accusata di fascismo dalle autorità comuniste. Dopo il 1956 l'organizzazione si trasformò nella più informale Associazione Intellettuale Zadruga, che ebbe come guida spirituale Antoni Wacyk.
Dopo il 1989, i membri della vecchia Zadruga contribuirono alle attività dell'editrice Toporzel, dell'Unione Sociale Nazionale (Unia Spoleczno-Narodowa) e dell'Unione per la Religione Nativa (Zrzeszenie Wiary Rodzimej).